# Village ibérique de Turó de Céllecs
Le village ibérique de Turó de Céllecs est un site archéologique des VIIe et IIIe siècle av. J.-C. situé dans le parc de la Cordillera Litoral, près de la ville de Òrrius (comarque de Maresme), dans la province de Barcelone en Catalogne,.

## Historique
Ce site archéologique est situé au sommet du Turó de Céllecs (ca), d'où il tire son nom. Avec une superficie approximative de 4 ha, c'était l'un des villages les plus importants du Vallès Oriental. 
Il n'y a eu que deux petites campagnes de fouilles dans les années 1970 et 1980 et elle est encore largement méconnue (certains archéologues pensent qu'elle était plus importante que le village ibérique de Burriac de Cabrera de Mar). Il y avait une muraille d'une largeur moyenne d'un mètre qui entourait toute l'enceinte, des tours quadrangulaires (les vestiges d'une d'elles sont conservés) et un grand nombre de structures d'habitation.
La première occupation remonterait à l'âge du bronze final vers le VIIe siècle av. J.-C. et la muraille fut construite entre les IIIe et IIe siècles av. J.-C. (c'est l'époque des guerres puniques entre Romains et Carthaginois pour la domination de la péninsule ibérique). Il semble que la ville se soit développée au cours de la première moitié du IIe siècle av. J.-C., ce qui indique qu'elle n'a pas été détruite par les campagnes du consul Caton l'Ancien et qu'elle a coexisté avec le monde romain jusqu'à peu de temps après son abandon.

## Galerie

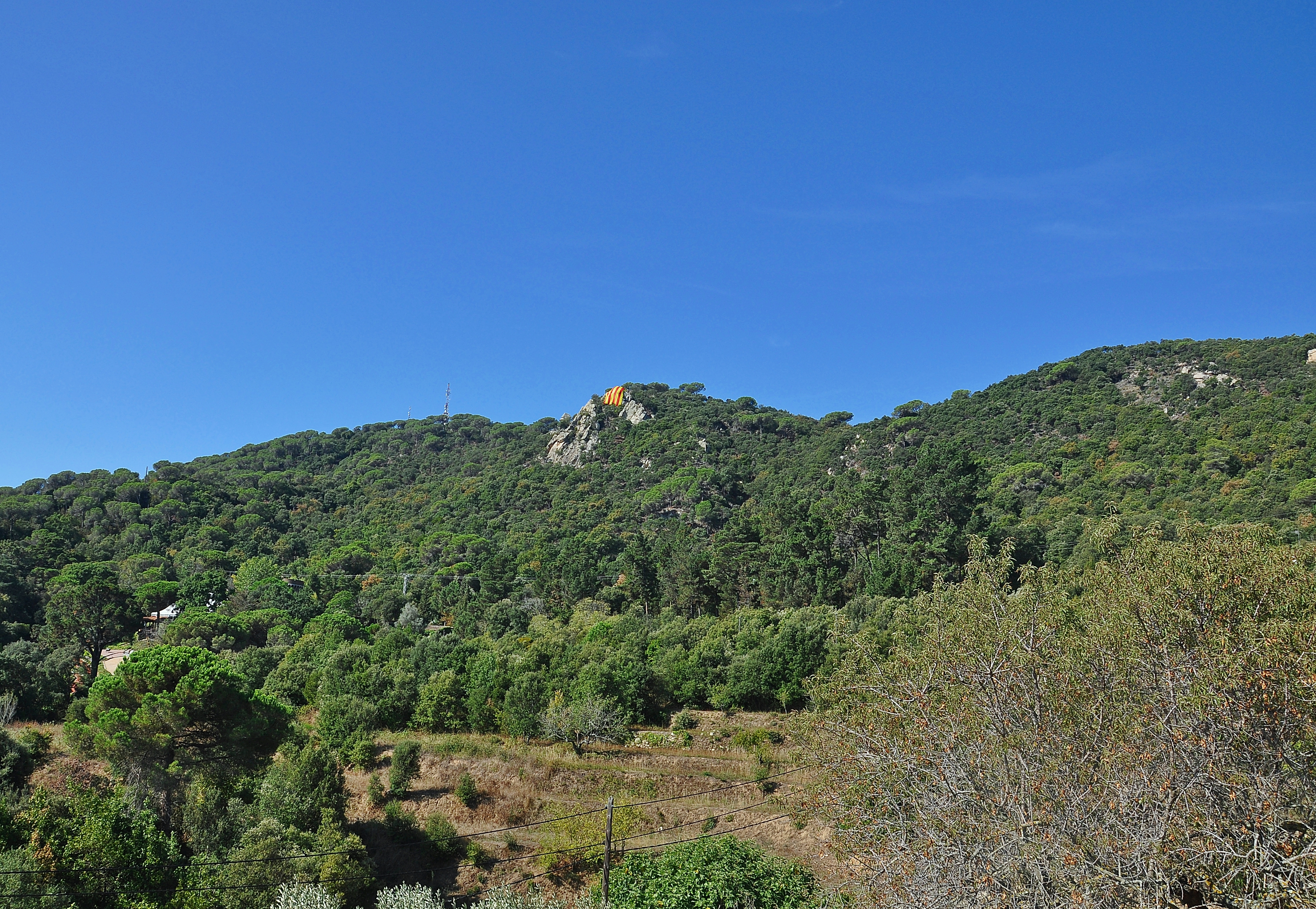
Turò de Céllecs.
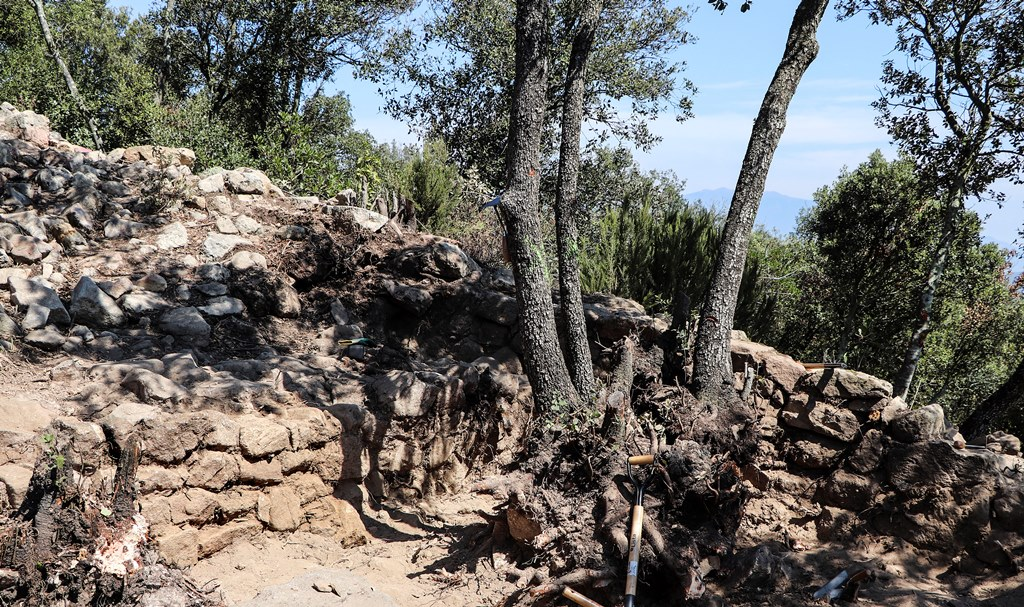
Mur d'enceinte.